# アオムネカラスフウチョウ
アオムネカラスフウチョウ （青胸烏風鳥、学名：Manucodia chalybata）は、スズメ目フウチョウ科の鳥類。

## 形態
全長36cmほどに達する中型のフウチョウで、体色は緑がかった青や紫色の光沢のある黒色。尾は長く、虹彩は赤、胸は虹色がかった緑色の羽毛で覆われる。雄雌ともほとんど同じ外見をしているが、雌の方がわずかに小さく紫みが少ない。食物のほとんどはイチジクなどの果実である。

## 分布
ニューギニア島と西イリアン・ジャヤ州のミソール島（Misool Island）の低地と丘陵地帯の森林に生息する。生息地では普通に見られる鳥であるがワシントン条約附属書IIに記載されている。